# Jean-Pierre Augert
Jean-Pierre Augert (* 13. Januar 1946 in Saint-Jean-de-Maurienne; † 15. Februar 1976 in Fontcouverte-la-Toussuire) war ein französischer Skirennläufer, der in allen Disziplinen fuhr. Er war der Cousin von Skirennläufer Jean-Noël Augert sowie Onkel von Jean-Pierre Vidal und Vanessa Vidal.

## Biografie
Die ersten Punkte in einem Weltcuprennen gewann Augert am 21. Januar 1968 als Siebter des Hahnenkamm-Slaloms in Kitzbühel. Bei den Olympischen Winterspielen 1968 fuhr er im Slalom auf den 15. Platz, wurde aber nachträglich wegen eines Torfehlers disqualifiziert. Die erste Podestplatzierung im Weltcup erzielte er am 29. März 1968, als Zweiter des Slaloms im kanadischen Rossland.
Auch in der Saison 1968/69 gehörte Augert zur Weltspitze. Es kamen zwei weitere zweite Plätze hinzu, am 6. Januar im Riesenslalom von Adelboden und am 9. Februar in der Abfahrt von Cortina d’Ampezzo. Weitere drei Mal fuhr er unter die besten zehn. In der Saison 1969/70 blieb ein sechster Platz sein einziges Ergebnis in den Punkterängen und er konnte sich nicht für die Weltmeisterschaften 1970 qualifizieren. Am 27. November 1970 erlitt Augert beim Training in Courchevel einen Beinbruch und beendete daraufhin seine Sportkarriere. Am 15. Februar 1976 starb er in einer Lawine.
Er wurde 30 Jahre alt.

## Erfolge
- Weltcupsaison 1968: 9. Slalomwertung
- Weltcupsaison 1968/69: 8. Abfahrtswertung, 10. Riesenslalomwertung
- 11 Platzierungen unter den besten zehn im Weltcup, davon 3 Podestplätze